# 黄石单极虫
黄石单极虫（学名：Thelohanellus hwangshihensis）为单极科单极虫属的动物。在中国，分布于湖北等地区，营寄生生活，寄生在吻虾虎的鼻孔、肾、脾、性腺、膀胱。